# Hersilia vinsoni
Hersilia vinsoni är en spindelart som beskrevs av Lucas 1869. Hersilia vinsoni ingår i släktet Hersilia och familjen Hersiliidae.
Artens utbredningsområde är Madagaskar. Inga underarter finns listade i Catalogue of Life.